# Wirgińczyk (powieść)

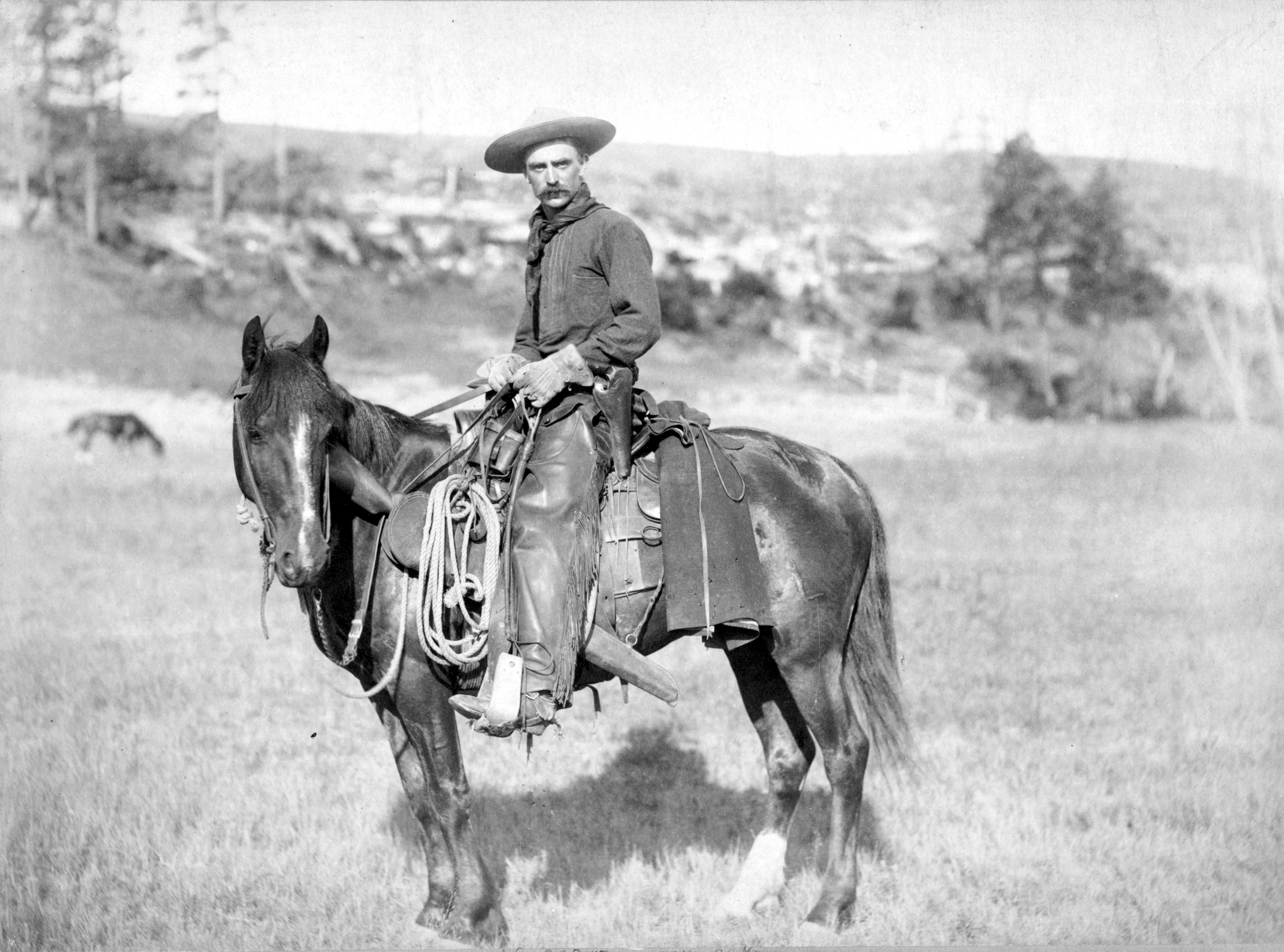
Amerykański kowboj, 1888

Wirgińczyk (ang. The Virginian) – powieść amerykańskiego pisarza Owena Wistera, opublikowana w 1902 przez wydawnictwo Macmillan Press. Autor zadedykował utwór swojemu przyjacielowi, Theodore’owi Rooseveltowi, ówczesnemu prezydentowi Stanów Zjednoczonych. Ilustracje sporządził Arthur I. Keller.

## Znaczenie
Z historycznego punktu widzenia powieść, której pełny tytuł brzmi The Virginian. A Horseman Of The Plains, jest ważna jako utwór konstytuujący gatunek literackiego westernu, który z kolei stał się podstawą westernu filmowego, a potem telewizyjnego. Owen wykreował postać bohatera, kowboja, który zachowuje prawość charakteru pomimo stałego przebywania w świecie rządzącym się brutalnymi regułami. Córka pisarza, Fanny Kemble Wister, nazwała powieść the prime romantic novel of the wild west.
Książka była niezwykle popularna. Do 1938 sprzedano półtora miliona egzemplarzy. Z utworu pochodzi fraza, która weszła do języka potocznego: When you call me that, smile!
Powieść była wielokrotnie ekranizowana.

## Przekład
Na język polski powieść przełożyła Janina Sujkowska, pt. Wirgińczyk, jeździec z równin (wyd. w 1937 w 2 tomach przez wydawnictwo „M. Arcta” w Warszawie). Po II wojnie światowej jej tłumaczenie ukazało się także nakładem warszawskiego wydawnictwa „Iskry” w 1964 i było wznawiane w 1969, 1977 i 1987.